# Nokia 3310
De Nokia 3310 is een mobiele telefoon van het type dual-band GSM900/1800, gefabriceerd door de Finse fabrikant Nokia. Het model werd uitgebracht in het vierde kwartaal van 2000 en verving de populaire Nokia 3210. De 3310 was minder succesvol dan zijn voorganger, maar er zijn toch 126 miljoen exemplaren van verkocht, waarmee dit een van de meest gebruikte mobiele telefoons is.

## Nieuwe versie
In februari 2017 meldde techsite Venturebeat dat de 3310 een comeback maakte. Op 26 februari werd het toestel in Barcelona aangekondigd. Het kost 59 dollar. De nieuwe 3310 is voorzien van een kleurenscherm, dat bovendien groter is dan bij de oude versie, en wordt naast het klassieke blauw ook in ‘hippe’ kleuren uitgebracht. Verder is hij platter en lichter. Het toestel wordt op de markt gebracht door HMD Global (de licentiehouder van het merk Nokia).

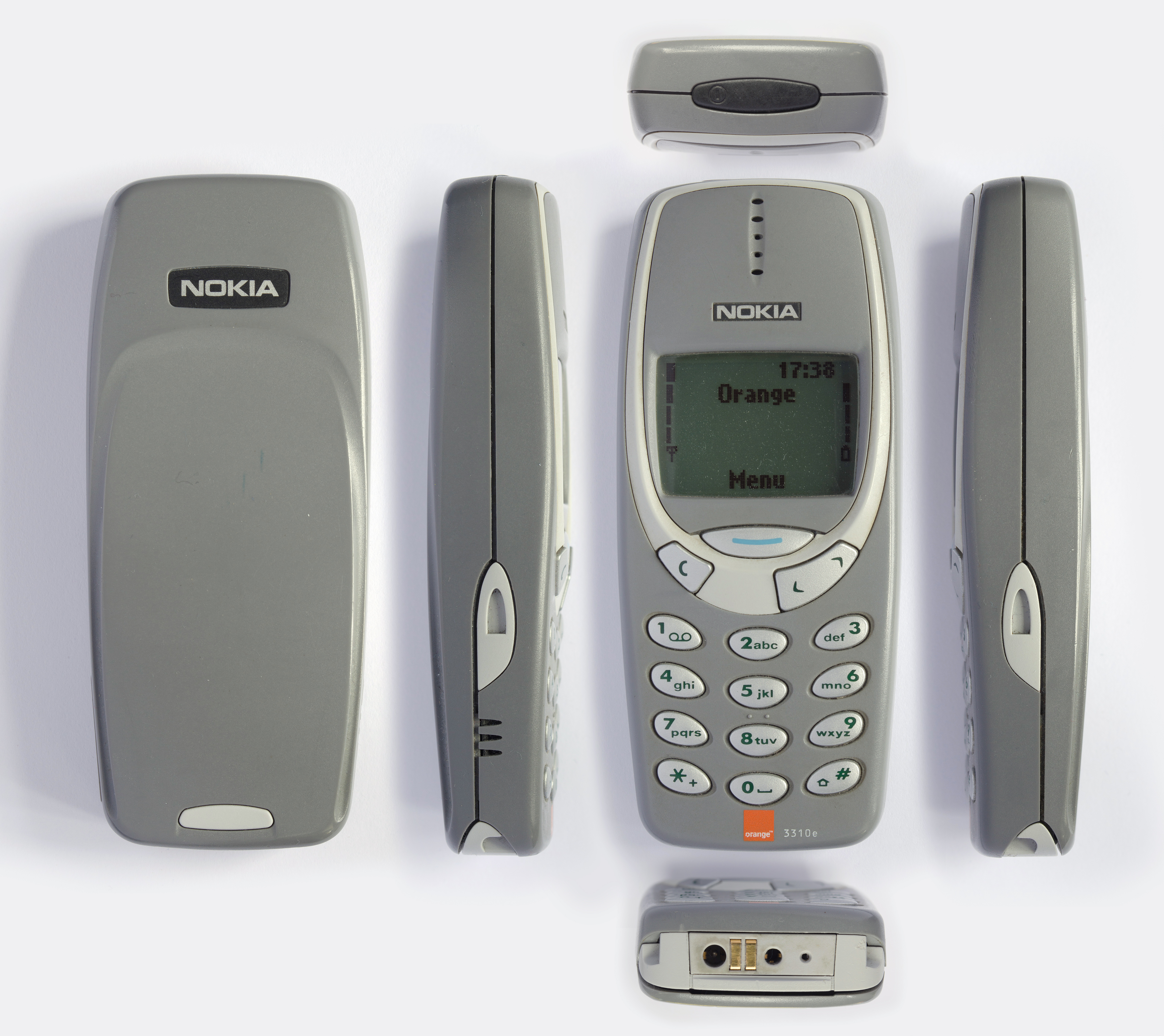
Nokia 3310, oorspronkelijk model

3100 · 3105 · 3108 · 3110 · 3110 classic · 3120 · 3125 · 3128 · 3152 · 3155 · 3200 · 3205 · 3210 · 3220 · 3230 · 3250 · 3280 · 3285 · 3300 · 3310 · 3315 · 3320 · 3330 · 3350 · 3360 · 3390 · 3395 · 3410 · 3500 classic · 3510 · 3510i · 3520 · 3530 · 3560 · 3570 · 3585 · 3585i · 3586i · 3587i · 3588i · 3589i · 3590 · 3595 · 3600 · 3610 · 3620 · 3650 · 3660 · 3810